# Aarau
Aarau (allemand ˈaːraʊ) est une commune suisse, chef-lieu du district du même nom et du canton d'Argovie. Elle se situe au pied du massif du Jura, sur l’Aar.

## Géographie

### Situation
Le territoire de Aarau s'étend sur 12,33 km2. Lors du relevé de 2013-2018, les surfaces d'habitations et d'infrastructures représentaient 49,8 % de sa superficie, les surfaces agricoles 10,9 %, les surfaces boisées 32,5 % et les surfaces improductives 7,1 %.
La ville est située sur la rive droite de l’Aar, au pied sud de la partie la plus au nord de la chaîne du Jura. Sa frontière urbaine occidentale est adossée au canton de Soleure.

### Transports
- Aarau se trouve sur les lignes principales des CFF Zurich - Berne et Zurich - Bienne.
- La ville est le point de départ de deux lignes à voie étroite qui conduisent dans les vallées de la Wyna et de la Suhre.
- L’autoroute A1 passe à proximité.
- La ville est reliée à la vallée du Rhin par trois cols franchissant le Jura : Staffelegg, Benkerjoch et Salhöhe.

## Histoire

Photo aérienne (1958).

À l'endroit où se trouve aujourd'hui la ville d'Aarau, l'Aar se séparait jadis en plusieurs bras. La rivière pouvait y être franchie aisément et on y trouvait déjà un pont au début du Moyen Âge. À l'aube du XIIe siècle, les comtes de Lenzbourg firent construire une tour pour permettre la garde du pont sur l’Aar. Il s'agit de l'actuel « Schlössli », qui se trouve au nord de la vieille ville.
La ville d'Aarau est fondée entre 1240 et 1248 par le comte Hartmann IV de Kibourg. Trente ans plus tard, la localité passe aux Habsbourg dont le château familial s’élève a quelques kilomètres de là et en 1283, Rodolphe de Habsbourg élève Aarau au rang de ville.
En 1415, Aarau, ainsi que d'autres villes argoviennes, est conquise par Berne et demeure sous la souveraineté bernoise. Après la bataille de Kappel au cours de laquelle Ulrich Zwingli est tué, la paix y est conclue en 1531 entre catholiques et protestants.
Le 11 août 1712 après la guerre de Toggenburg, y est signée une paix — entre les Cantons catholiques et les cantons protestants — qui confirme la suprématie de Zurich et de Berne.
En 1798, sous la conduite du parti radical, partisan des idées de la Révolution française, l'Argovie se libère de la tutelle bernoise.
Le 12 avril 1798, 121 députés des cantons Argovie, Bâle, Berne, Fribourg, Léman (Vaud), Lucerne, Oberland (bernois), Schaffhouse, Soleure et Zurich se réunissent à Aarau pour proclamer la République helvétique, dont elle devient la capitale.
Aarau devient le chef-lieu du canton d'Argovie en 1803.

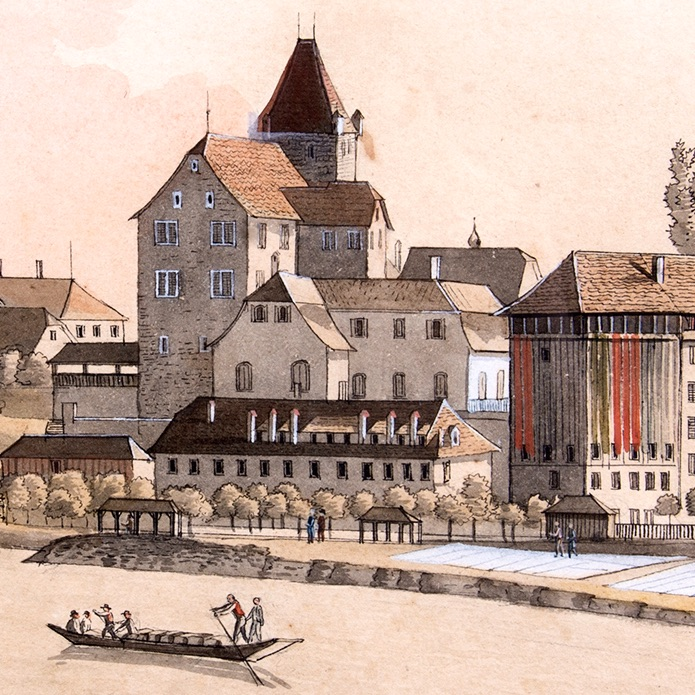
Aarau en 1812 (circa). David Alois Schmid.

La commune de Rohr a intégré la commune d'Aarau le 1er janvier 2010.
Ancienne place forte, Aarau a gardé son caractère médiéval.

## Population et société

### Démographie

#### Évolution de la population
L'évolution du nombre d'habitants est connue à travers les recensements de la population effectués tous les dix ans dans la commune entre 1850 et 2000. À partir de 2010, les populations des communes sont publiées annuellement par l'Office fédéral de la statistique (OFS). Le recensement repose désormais sur les registres des habitants des communes et des cantons, les registres fédéraux de personnes et le registre fédéral des bâtiments et des logements. Ceux-ci sont complétés par des enquêtes par échantillonnage.
La commune compte 22 290 habitants au 31 décembre 2023 pour une densité de population de 1 808 hab/km2. Sur la période 2010-2019, sa population a augmenté de 11,7 % (canton : 12,2 % ; Suisse : 9,4 %). Au 31 décembre 2021, l’agglomération d'Aarau compte 82 802 habitants. 

#### Pyramide des âges
En 2023, le taux de personnes de moins de 30 ans s'élève à 31,3 %, similaire à la valeur cantonale (31,5 %). Le taux de personnes de plus de 60 ans est quant à lui de 24 %, alors qu'il est de 25,6 % au niveau cantonal.
La même année, la commune compte 11 094 hommes pour 11 196 femmes, soit un taux de 49,8 % d'hommes, inférieur à celui du canton (50,3 %).
| Hommes | Classe d’âge | Femmes |
| ------ | ------------ | ------ |
| 0,7    | 90 ans ou +  | 1,6    |
| 7,4    | 75 à 89 ans  | 9,4    |
| 13,3   | 60 à 74 ans  | 15,5   |
| 19,4   | 45 à 59 ans  | 18,5   |
| 27,2   | 30 à 44 ans  | 24,6   |
| 18,1   | 15 à 29 ans  | 16,7   |
| 14,0   | - de 14 ans  | 13,8   |

| Hommes | Classe d’âge | Femmes |
| ------ | ------------ | ------ |
| 0,5    | 90 ans ou +  | 1,1    |
| 7,3    | 75 à 89 ans  | 8,8    |
| 16,3   | 60 à 74 ans  | 17,1   |
| 21,5   | 45 à 59 ans  | 21,1   |
| 22,0   | 30 à 44 ans  | 21,3   |
| 16,5   | 15 à 29 ans  | 15,5   |
| 15,8   | - de 14 ans  | 15,1   |

### Sport
Le FC Aarau joue dans le championnat de D2 suisse, la challenge league de football.

## Économie
Le plus grand employeur de la ville d’Aarau est l'administration cantonale. De nombreuses entreprises sont installées à Aarau et dans la région. Elles offrent plus de 23 000 emplois, soit davantage que la population résidante.
Les sièges sociaux suivants sont installés dans la ville :
- celui de l’Aargauer Zeitung, le cinquième plus grand quotidien de Suisse ;
- celui de l'Association des entreprises électriques suisses.

## Culture et patrimoine

### Héraldique
| Blason | Blasonnement : D'argent à l'aigle éployée de sable becquée et membrée de gueules et au chef du même. |

### Patrimoine bâti

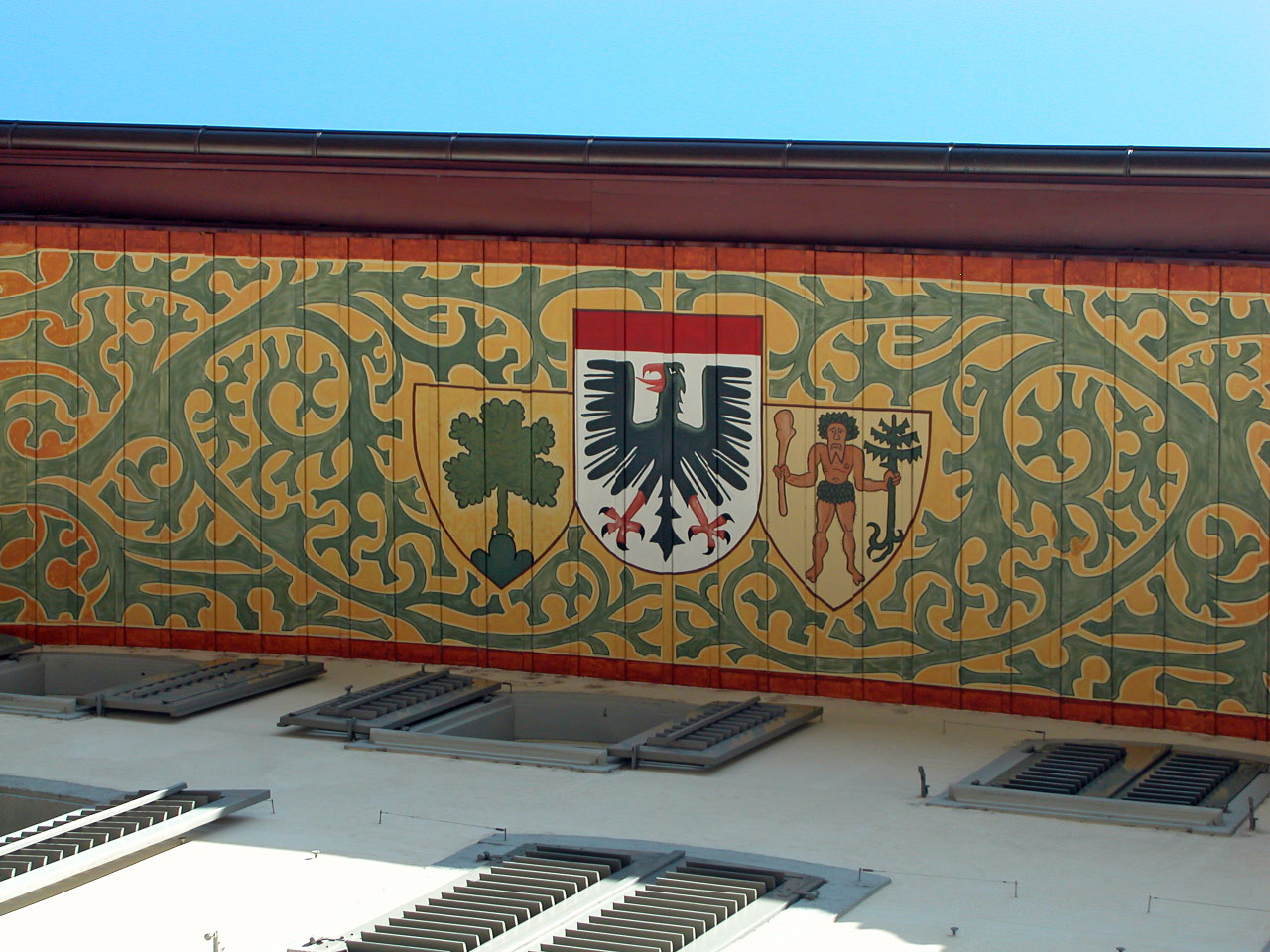
Des avant-toits peints typiques.

Parmi les monuments il faut mentionner l'église principale, la vieille ville avec ses maisons bourgeoises et leurs avant-toits peints, le musée municipal « au petit château » et le quartier périphérique dit de Saint-Laurent (Laurenzenvorstadt), planifié en 1798 par l'architecte Johann Daniel Osterrieth (de), qui conserve un ensemble de bâtiments caractéristiques de l'époque de la République helvétique.
La Kettenbrücke, soit « pont suspendu à des chaînes » conserve le nom de l'ancien pont suspendu construit en 1848 sur les plans de l'ingénieur alsacien Jean Gaspard Dollfus, mais a été reconstruit en béton un siècle plus tard, en 1948-1949, puis à nouveau en 2019.

### Personnalités liées à Aarau

#### Personnalités qui y sont nées
- Hans Herzog (1819-1894), général.
- Guido Sigriste (1864-1915), peintre de batailles.
- Léo Marfurt (1894-1977), affichiste actif en Belgique.
- Hansjörg Schneider (né en 1938), écrivain.
- Jörg Müller (né en 1961), coureur cycliste professionnel.
- Ursus Wehrli (né en 1969), comique de cabaret, plasticien, photographe, également connu pour ses performances.
- Robin Grossmann (né en 1987), joueur de hockey.

#### Autres personnalités
- Antoine de Jomini (1779-1869), y a séjourné en 1794-1795.
- Johann Rudolph Rengger (1795-1832), naturaliste et médecin, y a séjourné et y est mort.
- Conrad Zschokke (de) (1842-1918), ingénieur, y est mort.
- Albert Einstein (1879-1955), physicien, l’un des concepteurs de la théorie de la relativité, y a séjourné et effectué une partie de ses études.